# Chappaqua (New York)
Chappaqua is een plaats (hamlet) in de Amerikaanse staat New York met zo'n 11.000 inwoners. Het maakt deel uit van de plaats (town) New Castle in Westchester County. Chappaqua ligt iets ten noorden van de stad New York.
De plaats werd gesticht door quakers in de jaren 1730. De naam Chappaqua is afgeleid van de Algonkisch-indiaanse benaming voor het gebied, "sha-pa-ka". Een overblijfsel van het Quakertijdperk is het Chappaqua Friends Meeting House uit ca. 1753.
In 1846 werd de New York and Harlem Railroad (nu Metro-North Railroad) verlengd en kreeg Chappaqua een station aan de Harlem Line. Hiermee werd de plaats feitelijk een chique buitenwijk van New York, bewoond door veel forenzen die dagelijks per trein naar de stad reisden. De inwoners van Chappaqua zijn vooral werkzaam in de financiële sector, verzekeringen en onroerend goed. Het gemiddelde inkomen is 198.000 dollar (2007) Hiermee staat Chappaqua in de top 25 van rijkste plaatsen in de V.S.
Het wereldhoofdkwartier van het tijdschrift Reader's Digest (Het Beste) is gevestigd in Chappaqua.
De film Chappaqua (1966) bevat beelden die in deze plaats zijn opgenomen. In de film denkt het hoofdpersonage, gespeeld door regisseur Conrad Rooks, terug aan zijn jeugd in Chappaqua.
|  |

## Inwoners
Enkele bekende inwoners zijn:
- Alan Arkin, acteur, bekroond met een Oscar voor Little Miss Sunshine
- Bill Clinton, voormalig president van de VS
- Hillary Rodham Clinton, voormalig minister van Buitenlandse Zaken
- Ace Frehley, voormalig gitarist van Kiss
- Horace Greeley, hoofdredacteur van de krant New York Tribune en presidentskandidaat voor de Liberal Republican Party in 1872
- David Ho, prominente Taiwanees-Amerikaanse aids-onderzoeker
- Frank Pierson, scenarioschrijver en filmregisseur, won een Oscar voor Dog Day Afternoon
- Peter Saul, kunstschilder
- Paul Schrader, scenarioschrijver en filmregisseur
- Simon Schama, Brits historicus
- Dar Williams, singer-songwriter
- Vanessa Williams, zangeres en actrice, voormalig Miss America